# Шаховцев, Михаил Андреевич
Михаил Андреевич Шаховцев (Шаховцов) (1913—1944) — гвардии майор, Герой Советского Союза (1944, посмертно), участник Великой Отечественной войны, заместитель командира 140-го гвардейского стрелкового полка 47-й Гвардейской Нижнеднепровской Краснознамённой ордена Богдана Хмельницкого стрелковой дивизии.

## Биография
Родился 26 октября (8 ноября — по новому стилю) 1913 года в селе Дмитриевское-Семенёк Ефремовского уезда Тульской губернии (ныне Липецкая область, Становлянский район, село Семенек) шестым ребёнком в семье русского православного священнослужителя, будущего протоиерея и благочинного Берёзовского округа Одесской епархии Андрея Александровича Шаховцева. Был назван Михаилом «в честь Архистратига Михаила».
Окончил Саратовский институт механизации сельского хозяйства. Работал по распределению в Барнауле главным инженером областного управления сельского хозяйства.
В Красной Армии с сентября 1940 года. Окончил в 1941 году Ташкентское военное пехотное училище. На фронте в Великую Отечественную войну с конца 1941 года. В 1942 году окончил Курсы усовершенствования командного состава при Военной академии имени М. В. Фрунзе и был направлен на фронт адъютантом старшим батальона 437-го стрелкового полка 154-й стрелковой дивизии. Участвовал в боях под Козельском (Калужская область), за которые в октябре 1942 года дивизия была преобразована в 47-ю гвардейскую, а полк получил наименование 140-го гвардейского стрелкового полка. Затем дивизия в составе 5-й танковой армии была передислоцирована на Юго-Западный фронт и участвовала в Сталинградской битве.
В ноябре 1942 года в боях за хутора Большой и Блиновский (ныне — Серафимовичский район Волгоградской области) возглавил роту и лично уничтожил 20 солдат и двух офицеров врага, в районе населённого пункта Старосенюткин захватил миномётную батарею противника, а под хутором Пичугин истребил двух офицеров и 15 вражеских солдат. За эти бои гвардии старший лейтенант Шаховцев награждён орденом Красной Звезды.
После Сталинградской битвы был назначен командиром батальона и участвовал в наступлении на донбасском направлении и боях на реке Миус. За форсирование реки Северский Донец был награждён орденом Александра Невского. В сентябре-октябре 1943 года М. А. Шаховцев участвовал в форсировании Днепра в районе села Войсковое (Солонянский район Днепропетровской области) и боях на плацдарме.
В ноябре 1943 года 47-я гвардейская стрелковая дивизия вошла в состав 8-й гвардейской армии 3-го Украинского фронта и вела наступление на криворожском направлении, затем уничтожала никопольскую группировку противника, освобождала юг Украины в ходе Березнеговато-Снигирёвской и Одесской операций. В апреле 1944 года во время боёв под хутором Подыдар Днепропетровской области М. А. Шаховцев получил третье ранение. В июне 1944 года дивизия была включена в состав 1-го Белорусского фронта и выдвинута на ковельское направление.
18-20 июля 1944 года при прорыве обороны противника в районе деревни Ольшанка (ныне — Любомльский район Волынской области) в ходе Люблин-Брестской операции заместитель командира полка по строевой части гвардии майор Шаховцев, находясь в боевых порядках штурмового батальона, успешно выполнил поставленную задачу. В ходе наступления вышел на окраину города Любомль, уничтожив при этом около двух батальонов врага, захватил шесть пушек и семь миномётов, за что был награждён орденом Отечественной войны 1-й степени.
В дальнейшем, возглавляя ударную группу полка, организовал преследование противника. 18 июля 1944 года во взаимодействии с другими частями дивизии полк освободил город Любомль, с ходу форсировал реку Западный Буг, а затем Вислу восточнее села Магнушев (Польша). С 10 по 14 августа участвовал в отражении вражеских контратак на плацдарме. 14 августа в критический момент боя Шаховцев поднял автоматную роту в атаку на превосходящего противника и отбросил его. Потери гитлеровцев при этом составили около 200 солдат и офицеров, две самоходные артиллерийские установки и два пулемёта. В этом бою М. А. Шаховцев погиб.
Был первоначально похоронен на городском кладбище в городе Ласкажев, Варшавское воеводство, Польша.
В послевоенное время в период с 1 сентября 1949 года по 30 июня 1952 года его останки были перезахоронены из города Ласкажев на воинское захоронение в город Гарволин.
В советское время в его честь была названа улица Шаховцева в г. Березовка Одесской области.
В настоящее время гвардии майор Шаховцев М. А. увековечен как майор Шаховцов М. А. на братском воинском кладбище в городе Гарволин, улица Костюшки (Мазовецкое воеводство, Республика Польша). Последняя инвентаризация данного захоронения была произведена в августе 2012 года.
В 2014 году в связи с выявленной неточностью его места рождения , так как раньше гв. майор Михаил Андреевич считался рождённым в Одесской области, куда переехала его семья, в Становом на Аллее Славы был увековечен портрет героя СССР, в списке фронтовиков-становлянцев он стал десятым.
7 мая 2019 года на аллее Героев Советского Союза в Комсомольском сквере г. Ефремова Тульской области была установлена мемориальная доска ещё одному Герою Советского Союза.

## Награды
Указом Президиума Верховного Совета СССР от 24 марта 1945 года за мужество, отвагу и героизм, проявленные в борьбе с немецко-фашистскими захватчиками, гвардии майору Шаховцеву Михаилу Андреевичу посмертно присвоено звание Героя Советского Союза. 

Награждён орденами Ленина (24.03.1945), Александра Невского (05.10.1943), Отечественной войны 1-й степени (31.07.1944), Красной Звезды (20.12.1942).

## Семья
Отец — учитель Андрей Александрович Шаховцев был переведён в 1902 году из школы грамоты деревни Евлань прихода села Старогольских в одноклассную церковную школу при Дмитриевской церкви села Дмитриевское Семенек Ефремовского уезда Тульской губернии, где с 1908 года исполнял должность псаломщика. После переезда с семьёй стал протоиереем, благочинным 6-го Березовского округа Одесской епархии. Во время Великой Отечественной войны активно помогал раненым воинам, находившимся в госпиталях. Во время церковных служб с амвона постоянно призывал верующих быть истинными патриотами своей Родины, оказывать помощь армии. В таком же духе священник воспитал и своих детей. По окончании войны протоиерей Андрей Шаховцев был награждён медалью «3а победу над Германией в Великой Отечественной войне 1941—1945 гг.». Выступал активно в защиту местных верующих работников колхоза, которым их руководство строго запрещало выполнять религиозные обряды, штрафовало и всячески притесняло.
Мать — дочь Ефремовского мещанина Егора Константиновича Чернышова Дарья 1876 г.р.